# オベイド
オベイド（アラビア語: الأبيض 、Al-Ubayyid、El-Ubayyid、エル＝オベイド、アル＝オベイドとも）は、スーダンの都市。スーダン中央部に位置する、北コルドファン州の州都である。人口約341,000人（2008年）。標高568mの地点に位置し、ハルツームから南西に350km離れている。古くからの全コルドファン地方の中心都市である。
住民の大部分はイスラム教徒であるが、少数ながらキリスト教徒も存在する。

## 歴史
1821年にエジプトのムハンマド・アリーによって建設された。以後エジプト領となっていたが、1883年にムハンマド・アフマドに率いられたマフディー教徒がこの地でイギリスのウィリアム・ヒックス（ヒックス・パシャ）を破り、町はマフディー教徒によって破壊される。マフディー国家の崩壊後、1898年に町が復興された。1912年にオベイドはハルツームと鉄道で結ばれる。
1990年にはコルドファーン大学がオベイドに設立された。南部スーダンに近いため、国際連合スーダン派遣団の兵站基地が置かれている。

## 交通
オベイドは交通の要地であり、古くからサヘルを結ぶ交易路を行き交うキャラバンが通過する町であった。鉄道路線と道路の終点が置かれているだけでなく、ナイジェリアからのイスラム教のメッカ巡礼者の順路の終着地にも定められている。オベイドは現在でも交通の要所であり、鉄道が首都ハルツームやポートスーダンと連絡している。そのため、付近の農作物や畜産物の集散地となっている。道路の舗装が進められ、民営のバスが運行されるようになってからは、ハルツームとの時間距離が短縮された。

## 産業
オベイドの周辺地域では種油、アラビアガムが生産されている。また、町には製油工場が置かれている。

## 気候
5月の日中平均最高気温は39℃、年間降雨量は300-400mm。定住、耕作可能地域の周縁部に位置する。
| オベイドの気候         | オベイドの気候 | オベイドの気候 | オベイドの気候 | オベイドの気候 | オベイドの気候 | オベイドの気候 | オベイドの気候 | オベイドの気候 | オベイドの気候 | オベイドの気候 | オベイドの気候 | オベイドの気候 | オベイドの気候 |
| 月                     | 1月            | 2月            | 3月            | 4月            | 5月            | 6月            | 7月            | 8月            | 9月            | 10月           | 11月           | 12月           | 年             |
| ---------------------- | -------------- | -------------- | -------------- | -------------- | -------------- | -------------- | -------------- | -------------- | -------------- | -------------- | -------------- | -------------- | -------------- |
| 平均最高気温 °C （°F） | 30.9 (87.6)    | 32.6 (90.7)    | 36 (97)        | 38.6 (101.5)   | 39 (102)       | 37.3 (99.1)    | 33.4 (92.1)    | 31.5 (88.7)    | 33.8 (92.8)    | 36.5 (97.7)    | 34.3 (93.7)    | 31.3 (88.3)    | 34.6 (94.27)   |
| 平均最低気温 °C （°F） | 13.1 (55.6)    | 14.4 (57.9)    | 17.7 (63.9)    | 20.9 (69.6)    | 23.9 (75)      | 24 (75)        | 22.7 (72.9)    | 21.8 (71.2)    | 21.5 (70.7)    | 21.4 (70.5)    | 17.9 (64.2)    | 14.2 (57.6)    | 19.46 (67.01)  |
| 降水量 mm （inch）     | 0 (0)          | 0 (0)          | 0 (0)          | 3 (0.12)       | 20 (0.79)      | 33 (1.3)       | 121 (4.76)     | 145 (5.71)     | 77 (3.03)      | 19 (0.75)      | 0 (0)          | 0 (0)          | 418 (16.46)    |
| 出典：wetterkontor.de  |                |                |                |                |                |                |                |                |                |                |                |                |                |